# Pidonia gibbicollis
Pidonia gibbicollis är en skalbaggsart som först beskrevs av Blessig 1872.  Pidonia gibbicollis ingår i släktet Pidonia och familjen långhorningar. Inga underarter finns listade i Catalogue of Life.